# Pseudocercospora

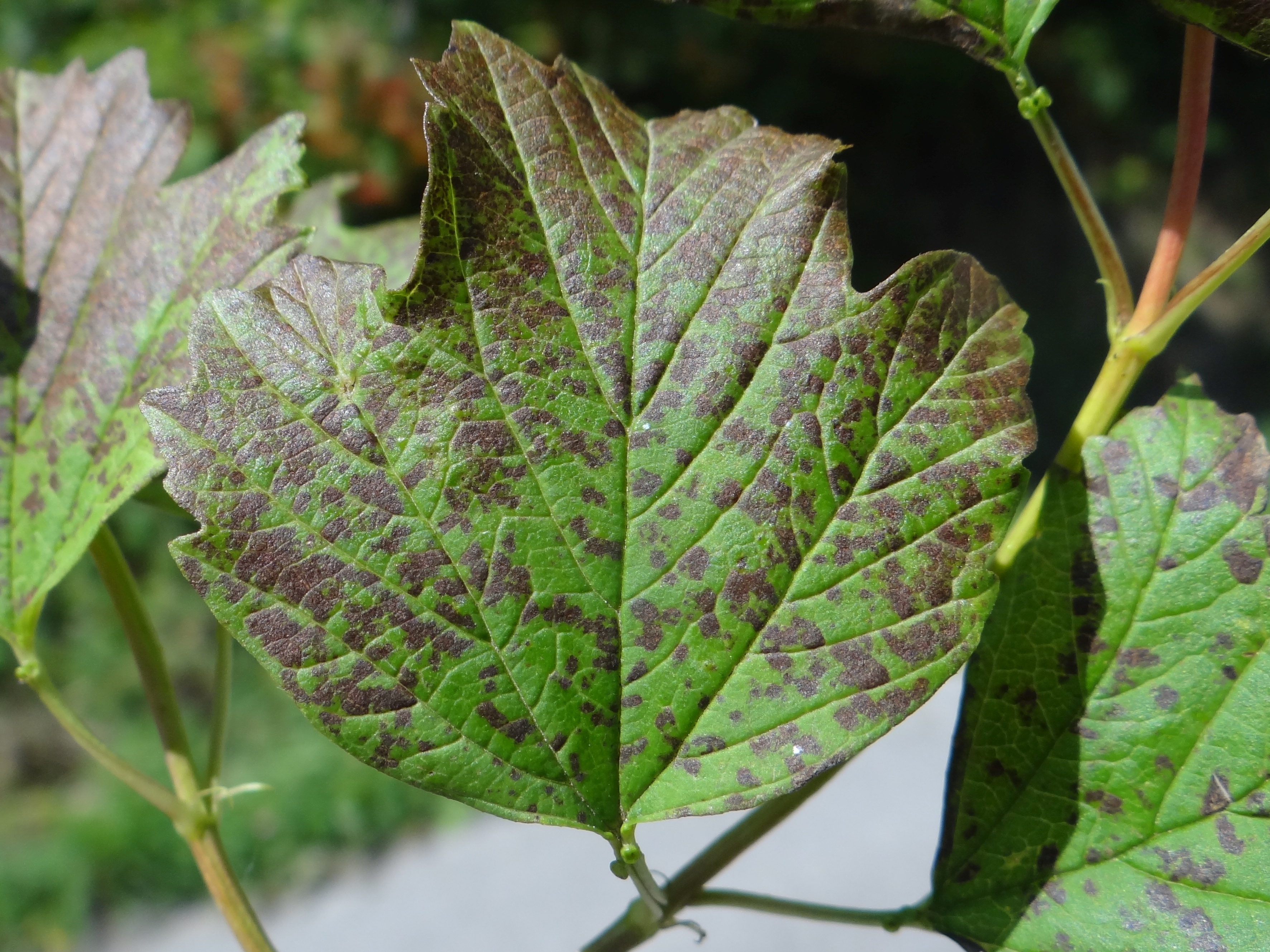
Plamy na liściu kaliny koralowej wywołane przez Pseudocercospora opuli

Pseudocercospora Speg. – rodzaj grzybów z rodziny Mycosphaerellaceae. Należą do niego bardzo liczne gatunki grzybów mikroskopijnych, w większości występujące w klimacie tropikalnym i w rejonie śródziemnomorskim.

## Charakterystyka
Grzyby cerkosporoidalne. Konidiofory wyrastają z grzybni rozwijającej się na powierzchni. Zebrane są w pęczki lub konidiomy typu koremium albo luźne sporodochium. Są krótkie lub wydłużone, cylindryczne, czasami nitkowate, nierozgałęzione, jedno lub kilkukomórkowe, zazwyczaj gładkie, o barwie od jasnooliwkowej do oliwkowobrunatnej. Cylindryczne lub maczugowate komórki konidiotwórcze wyrastają na ich szczycie. W miejscu odrywania się konidiów powstają delikatne, niepogrubione blizny o barwie jasnobrunatnej lub załamującej światło. Konidia powstają zazwyczaj pojedynczo, są tej samej barwie co konidiofory, gładkie, kilkukomórkowe. Mają maczugowaty lub wydłużony, cylindryczny kształt o ściętej podstawie, są cienkościenne i często łukowato wygięte.
Patogeny roślin powodujące plamistość liści. W Polsce największe znaczenie mają 2 gatunki: Pseudocercospora vitis powodująca plamistość liści winogrona i Pseudocercospora griseola powodująca kanciastą plamistość liści fasoli.

## Systematyka i nazewnictwo
Pozycja w klasyfikacji według Index FungorumMycosphaerellaceae, Mycosphaerellales, Dothideomycetidae, Dothideomycetes, Pezizomycotina, Ascomycota, Fungi.
SynonimyAncylospora Sawada, Cercocladospora G.P. Agarwal & S.M. Singh, Cercoseptoria Petr., Cercosporiopsis Miura, Helicomina L.S. Olive, Semipseudocercospora J.M. Yen, Septoriopsis F. Stevens & Dalbey
Gatunki występujące w Polsce
- Pseudocercospora depazeoides (Desm.) U. Braun & Crous 2015
- Pseudocercospora geicola U. Braun 1991
- Pseudocercospora griseola (Sacc.) Crous & U. Braun 2006
- Pseudocercospora lyciicola (J.M. Yen) J.M. Yen 1980[3]
- Pseudocercospora opuli (Höhn.) U. Braun & Crous 2003
- Pseudocercospora viburni-cylindrici U. Braun 1992[3]
- Pseudocercospora vitis (Lév.) Speg. 1911

Nazwy naukowe na podstawie Index Fungorum. Wykaz gatunków występujących w Polsce według Mułenki i in.
Niektóre inne gatunki
- Pseudocercospora jatrophae (G.F. Atk.) A.K. Das & Chattopadh. 1990
- Pseudocercospora rhinacanthi (Höhn.) Deighton 1976
- Pseudocercospora viburnigena U. Braun & Crous 2002